# Кергрист-Моэлу
Кергри́ст-Моэлу́ (фр. Kergrist-Moëlou, брет. Kergrist-Moeloù) — коммуна во Франции, находится в регионе Бретань. Департамент — Кот-д’Армор. Входит в состав кантона Ростренен. Округ коммуны — Генган.
Код INSEE коммуны — 22087.

## География
Коммуна расположена приблизительно в 430 км к западу от Парижа, в 125 км западнее Ренна, в 50 км к юго-западу от Сен-Бриё.

## Население
Население коммуны на 2016 год составляло 652 человека.
| 1962 | 1968 | 1975 | 1982 | 1990 | 1999 | 2008 | 2016 |
| ---- | ---- | ---- | ---- | ---- | ---- | ---- | ---- |
| 1185 | 1092 | 854  | 722  | 685  | 692  | 661  | 652  |

## Администрация
| Период | Период | Фамилия       | Партия                              | Примечания |
| ------ | ------ | ------------- | ----------------------------------- | ---------- |
| 1989   | 2001   | Ален Жегу     | Французская коммунистическая партия | фермер     |
| 2001   |        | Мартин Коннан | Разные левые                        | медсестра  |

## Экономика
В 2007 году среди 389 человек в трудоспособном возрасте (15—64 лет) 279 были экономически активными, 110 — неактивными (показатель активности — 71,7 %, в 1999 году было 71,1 %). Из 279 активных работали 254 человека (142 мужчины и 112 женщин), безработных было 25 (12 мужчин и 13 женщин). Среди 110 неактивных 35 человек были учениками или студентами, 48 — пенсионерами, 27 были неактивными по другим причинам.

## Достопримечательности
- Церковь Нотр-Дам и кладбище (XVI век). Исторический памятник с 1921 года[3]
- Часовня Сен-Любен (XVII век). Исторический памятник с 1925 года[4]
- Дом 1641 года. Исторический памятник с 1964 года[5]

## Фотогалерея

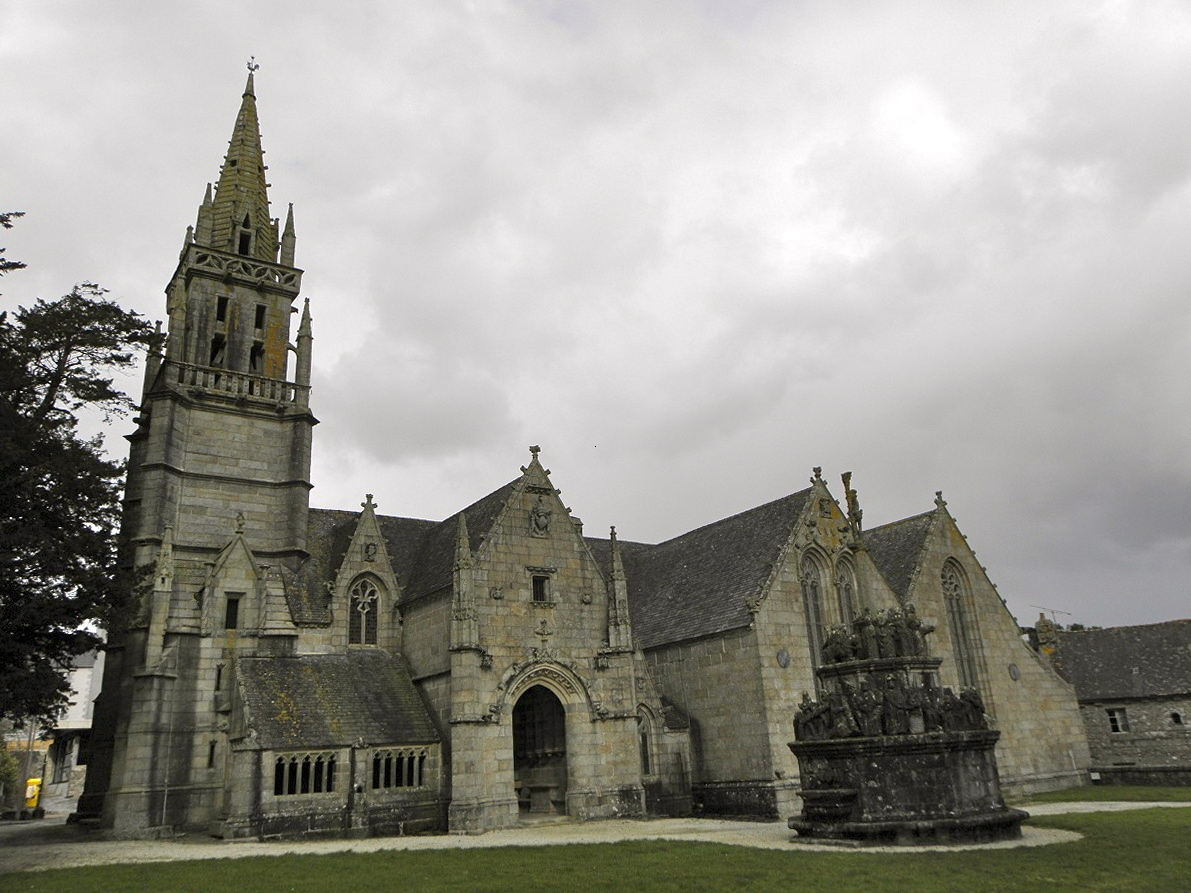
Церковь Нотр-Дам
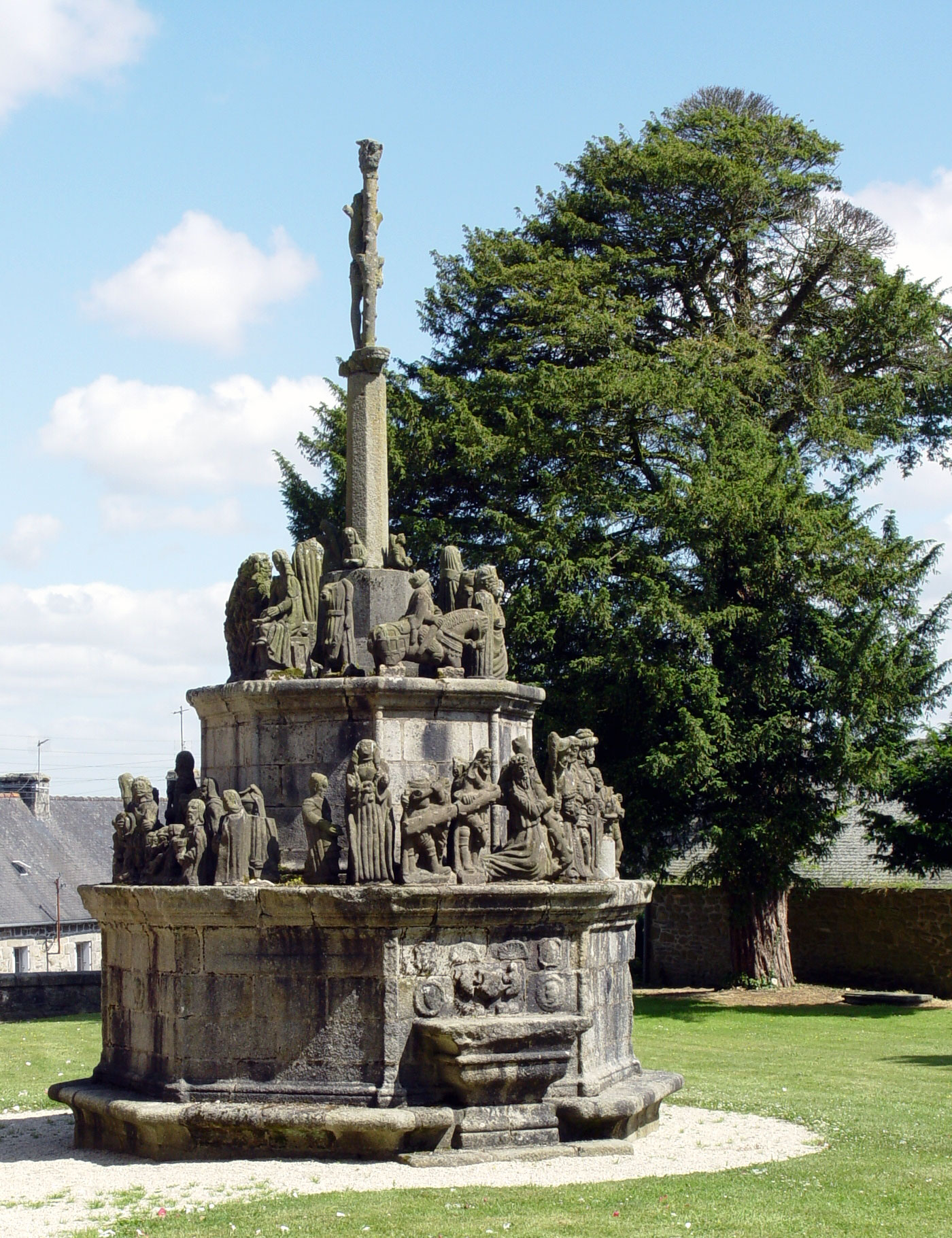
Кальвария у церкви Нотр-Дам
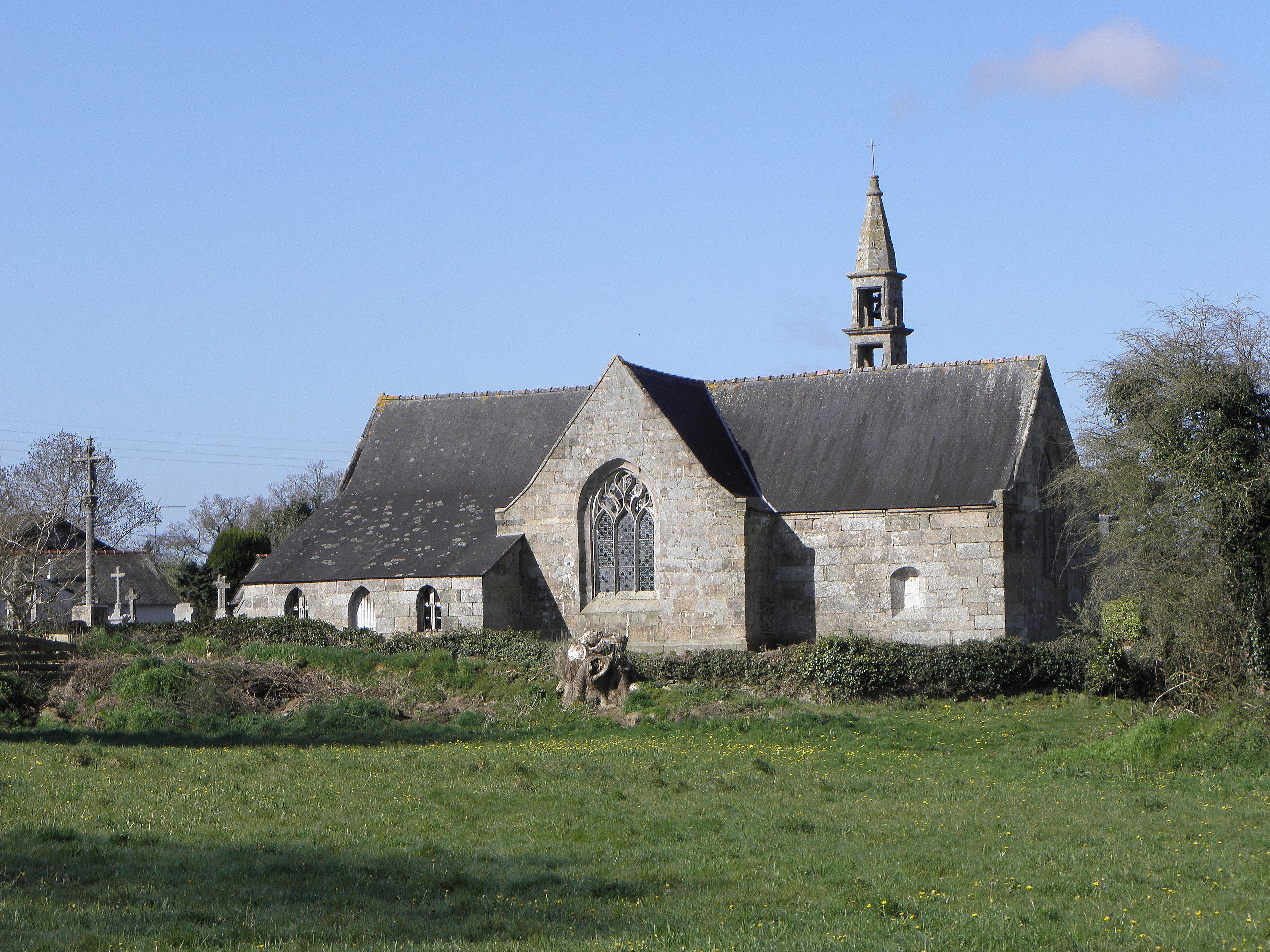
Часовня Сен-Любен
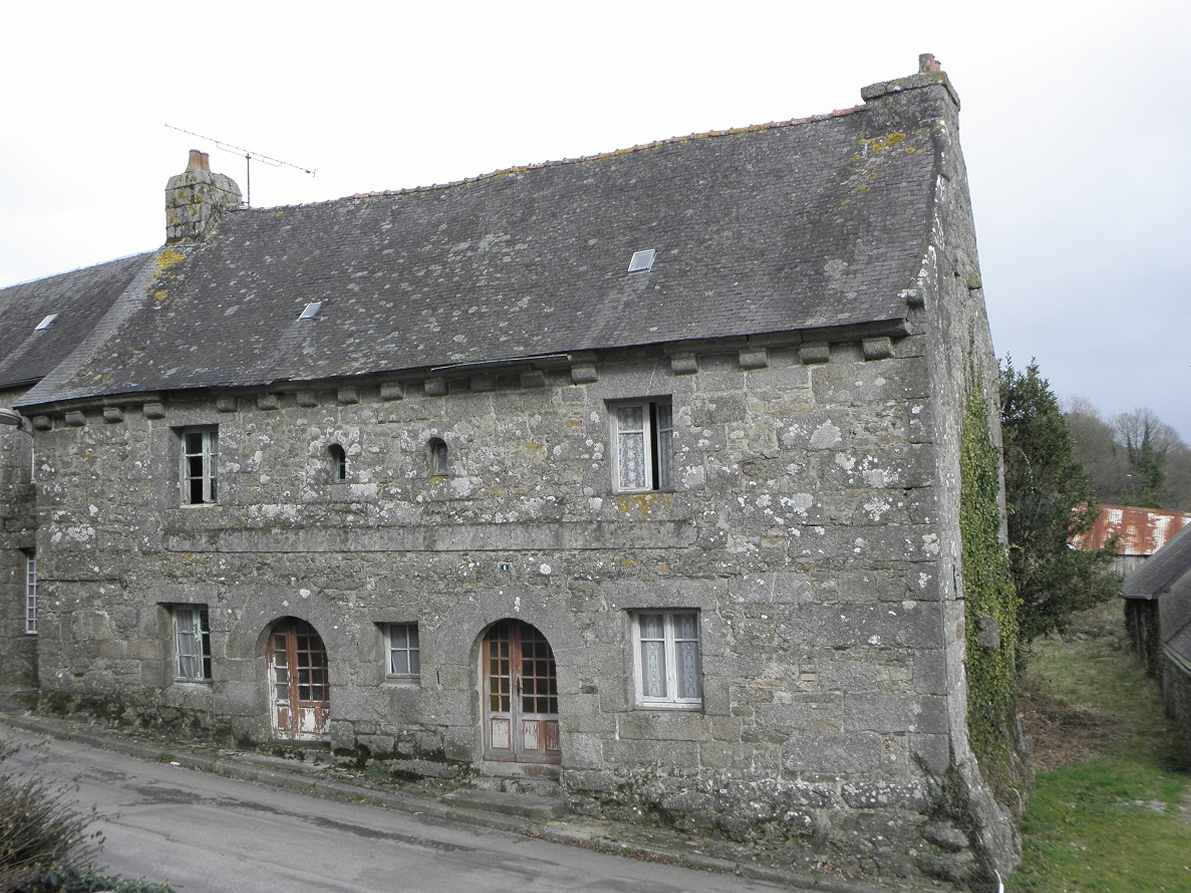
Дом 1641 года